# جميل عواد
جميل عواد (28 أبريل 1937 - 28 أكتوبر 2021)، ممثل وكاتب ومخرج أردني، اُشتهر بأدوار الحزم والشدة ويعتبر من جيل الرواد في الفن الأردني.

## حياته ومشواره المهني
وُلد لأب أردني وأم لبنانية من جزين. درس هندسة الديكور وعمل رئيسا لقسم الفنون التشكيلية في قسم الثقافة والفنون عام 1964، عمل في التلفزيون الأردني عند افتتاحه عام 1968 ثم غادر عمّان ليعود عام 1974 ويخرج أول مسرحية له وكان اسمها الغائب
أول أعماله الدرامية كان مسلسل القرار الصعب عام 1985 ثم تابع تقديمه لأدواره المميزة في مسلسل الكف والمخرز عام 1992.
عضو رابطة نقابة الفنانين الأردنيين في مهرجانات محلية وعربية ودولية، منها: مهرجان دمشق السينمائي عام 1993 ومهرجان أوبرهاوزن في ألمانيا كتب مسلسلات عدة من أهمها: «الشريكان» و«الكفّ والمخرَز» و«عيال الذيب»، ومسرحيات للأطفال.

### حياته الخاصة
متزوج من الممثلة الأردنية جولييت عواد. عرف بمواقفه الوطنية ومقاومة التطبيع مع إسرائيل.

## أعماله

### في المسرح
- (1968): موتى بلا قبور.
- شحاذين.

### في التلفزيون
- (2022): ذياب هباب الريح
- (2021): لعبة الإنتقام
- (2021): جلمود الصحارى
- (2020): رياح السموم
- (2019): صبر العذوب
- (2019): شيء من الماضي
- (2017): العقاب والعفراء
- (2016): الدمعة الحمراء
- (2015): حنايا الغيث
- (2015): ذهاب وعودة بدور (الحج تميم والد منذر ووصفي)
- (2014): رعود المزن
- (2013): آخر الفرسان
- (2011): عائلة أبو حرب
- (2009): أبواب الغيم
- (2009): مخاوي الذيب بدور (عمران)
- (2009): صدق وعده بدور (الخطاب بن نفيل - ضيف شرف)
- (2008): الرحيل بدور (رجوان)
- (2008): أبو جعفر المنصور بدور (عبد الله المحض)
- (2007): نمر بن عدوان
- (2004): فارس بني مروان بدور (ليون المرعشي)
- (2004): التغريبة الفلسطينية بدور (أبو عزمي)
- (2004): الطوفان
- (2001): البحث عن صلاح الدين بدور (همفري الأكبر)
- (2001): المثل البدوي
- (2000): المنسية بدور (فارس الباشا)
- (1999): القضاء في البادية
- (1998): خطوات نحو المستحيل بدور (أبو سليم)
- (1998): قمر وسحر
- (1998): عرس الصقر
- (1997): رياح المواسم
- (1995): عمان في التاريخ بدور (القنصل الأمريكي - ضيف شرف)
- (1995): صرخة
- (1992): الكف والمخرز بدور (أبو صفوح)
- (1990): أوراق الدالية بدور (أبو ساطي)
- (1989): هبوب الريح بدور (داني)
- (1988): وجه الزمان
- (1988): المعصرة
- (1985): القرار الصعب
- (1985): محاكم بلا سجون
- (1982): سيف بن ذي يزن
- (1982): قرية بلا سقوف بدور (الشيخ وراق (أبو قاسم))
- (1982): طرفة بن العبد بدور (قيس بن خالد)
- (1981): المطاريد
- (1981): شمس الأغوار بدور (أبو عوض)
- (1981): وراء الجدران بدور (المجرم الأعسر)
- (1981): حارة أبو عواد (ج1) بدور (نعيم بيك)
- (1979): الأسيرة
- (1979): أبو فراس الحمداني
- (1979): شجرة الدر بدور (الناصر داوود)
- (1977): هارون الرشيد
- (1969): باب العامود
- الرحى والبيدر
- زهرة
- التائه بدور عجلان
- التجربة بدور (أبو عصمت)
- أبناء الضياع
- الرحيل
- مخاوي الذيب

### في السينما
- (2012): مملكة النمل
- (2010): الشراكسة
- (1989): الحذاء
- (1973): بقايا صور
- (1970): فداك يا فلسطين
- سنعود في الجزائر
- الفلسطيني الثائر
- الغصن الأخضر
- السوسنة

## الجوائز
- جائزة تقديرية لفيلم «الغصن الأخضر»
- جائزة عن فيلم «السوسنة».
- وسام الاستقلال الأردني من الدرجة الثانية، عام 2004.[7]

## وفاته
توفي في الثامن والعشرين من 28 أكتوبر عام 2021 بسبب فشلٍ كلوي.وشيّع جثمانه، في كنيسة دخول السيد إلى الهيكل للروم الأرثوذكس في الصويفية، ووري جثمانه الثرى في مقبرة سحاب.

## ردود الفعل على وفاته
- الملك عبدالله الثاني بن الحسين نقل عبر رئيس الديوان الملكي الهاشمي يوسف حسن العيسوي تعازيه إلى آل عواد.[12]
- زوجته الفنانة جوليت عواد « "… ورحل جميلي".»
- وزيرة الثقافة هيفاء نجار نعته قائلة:[10][13] «إن رحيل عواد "يعد خسارة كبيرة للوطن، وخسارة للفن العربي الذي كان أحد رموزه، حيث كان الراحل يمثل علامة مميزة ليس في المشهد الدرامي الأردني، وحسب، وإنما الثقافي والإعلامي العربي. وحظي بمكانة كبيرة في الوجدان الشعبي وأذهان الأجيال من خلال الأعمال التي جسد فيها قيم الشجاعة والكبرياء والفروسية"»
- نقيب الفنانين حسين الخطيب: «إننا "نودع قامة فنية بحزن، ونودعه ونحن نستذكر كل ما قدم للمسرح والسينما، فقد كان مميزا، وفنانا شاملا، تميز بطلته المهيبة، ولحضوره شكل خاص، ولوجوده بأي عمل نكهة خاصة، وارتبط حضوره بالأدوار الصعبة التي تنطوي على أبعاد سيكولوجية متعددة، وأحيانا متناقضة، وكثير من الشخصيات التي أداها ما تزال عالقة في ذهن المشاهد"»
- الفنانة عبير عيسى: «هو يوم حزين أن يستيقظ الإنسان على خبر مفجع، وكل ما أقوله إن الفنان جميل عواد قامة فنية، حاز على قلوب المشاهدين بأدائه، وهو قامة وقمة، وهرم من أهرامات الفن الأردني والعربي، اشتغلت معه غالبية أعماله الفنية الدرامية، وكان يضفي على الزملاء طاقة إيجابية بحضوره النبيل"»
- الفنان زهير النوباني قال إن «رحيل صاحب القامة الفنية والثقافية، يشكل خسارة كبيرة، سواء في مجال الكتابة الدرامية أو في المجال المسرحي والتمثيل وفي مجال الديكور، فقد قدم أعمالا مهمة نعتز بها وما أزال أذكر إخراجه لمسرحية “الشحاذين”، وأعماله التلفزيونية التي تركت أثراً كبيرا في نفوس المشاهدين الأردنيين والعرب. وقدم تعازيه إلى أسرته وإلى الفنانة جولييت عواد.»
- الفنان محمد العبادي قال « مقاتلا شرسا في سبيل الكلمة والموقف ومقاوما للتطبيع، وله العديد من المواقف الوطنية المشرفة»